# Ивашёв-Мусатов, Сергей Михайлович
Сергей Михайлович Ивашёв-Мусатов (также упоминается как Сергей Николаевич; 19 апреля [2 мая] 1900, Москва — 17 мая 1992, Москва) — русский, советский художник и живописец.

## Биография
Родился в 1900 году. Отец — Николай Александрович Мусатов, мать — Ивашёва, предположительно из рода декабриста Ивашева, преподавала немецкий язык. В связи с рождением вне брака по паспорту носил отчество крёстного отца (Михайлович). В гимназии Репман учился в одном классе с Колмогоровым, также увлекался математикой. С 1918 по 1923 год учился на физико-математическом факультете Московского университета, одновременно с 1919 по 1923 год занимался в художественной мастерской М. Ф. Шемякина. Некоторое время после университета преподавал математику, вскоре, однако, целиком посвятил себя живописи.
В 1926—1929 годах учился в студии «Ассоциация художников революции» (АХР) у И. И. Машкова и Б. В. Иогансона. Затем с 1936 по 1938 год — на курсах повышения квалификации художников-живописцев и оформителей в мастерской М. К. Соколова.
Участник многих выставок, начиная с 1934 года (выставка начинающих молодых художников Москвы). В 1935 году участвовал в выставке в Филадельфии. С 1940 года преподавал живопись и рисунок в изостудиях, с 1943 по 1947 год — в студии при ВЦСПС.
В 1937 (1938 ?) совместно с женой написал письмо Сталину в защиту арестованного студента-художника болгарина Мирчо Коленкоева. Вызовы на допросы в НКВД.
1 октября 1947 года арестован по делу Даниила Андреева. Обвинён по 58-й статье в антисоветской агитации и терроре. 30 октября 1948 года приговорён Особым совещанием Министерства государственной безопасности к 25 годам ИТЛ с последующим поражением в правах. Некоторое время отбывал заключение в Марфинской шарашке — спецтюрьме МВД одновременно с А. И. Солженицыным, описанной им в романе «В круге первом». Затем переведён в Степлаг (Карагандинская область). Лагерный номер СА 759. Работал художником. Сохранилась по крайней мере одна лагерная работа (на фанере с авторской надписью на обороте 12/V-48). В 1954 в связи с болезнью досрочно освобожден из лагеря и отправлен на поселение в Караганду. Реабилитирован в ноябре 1956 года.
Вернулся в Москву, где жил и работал до конца жизни. В 1971—1974 годах преподавал в художественной студии при ЦДСА (Центральном Доме Советской Армии). Среди его учеников — В. Г. Вейсберг (1924—1985), О. М. Кротков, В. М. Нечаев и другие.
В «Архипелаге Гулаге» А. И. Солженицын упоминает Ивашёва-Мусатова в числе 257 «свидетелей Архипелага», «чьи рассказы, письма, мемуары и поправки использованы при создании этой книги».

## Семья
- Первая жена — Анна Дмитриевна Егорова (1903—1988), в 1942 вышла замуж за одноклассника Ивашёва-Мусатова, математика Андрея Колмогорова[10], была их соученицей по гимназии[11].

- Сын — Олег (1927—2019), доцент кафедры математического анализа МГУ, известный лектор высшей математики на естественных факультетах МГУ, художник-любитель.

- Вторая жена — Алла Александровна Бружес (1915—2005), в 1945 году стала женой его друга Даниила Андреева.
- Третья жена (с 1944 до ареста) — Наталья Васильевна Кузнецова[12] (1914—1996)
- Четвёртая жена — Нина Васильевна Герасимова[источник не указан 3385 дней] (1924(?)—2001(?))

## Прототип литературного героя
А. И. Солженицыным был выведен под именем Ипполита Михайловича Кондрашёва-Иванова в романе «В круге первом» (глава «Замок святого Грааля»).
<...> телогрейка Кондрашёва-Иванова лежала на полу, а сам он, вылезающий руками и ногами из своего недостаточного комбинезона, неподвижно стоял, длинный, негнущийся, и как будто не мёрз. Большие очки, укрупнявшие и устрожавшие его лицо, прочно держались за уши, приспособленные к постоянным резким поворотам Кондрашёва. Взгляд его был упёрт в картину. Кисть и палитру он держал в опущенных на всю длину руках.

## Работы
- Вечер 1930е-1940е.
- Портрет Н. В. Кузнецовой
- Портрет К. Н. Игумнова 1944.